# 79e Golden Globe Awards
De 79e Golden Globe Awards werden op 9 januari 2022 uitgereikt. De prijsuitreiking bekroont het beste in film en televisie van 2021, gekozen door de Hollywood Foreign Press Association (HFPA). De nominaties werden op 13 december 2021 bekendgemaakt door Snoop Dogg en HFPA-voorzitter Helen Hoehne.
Verschillende mediaorganisaties (waaronder de reguliere Amerikaanse omroep NBC, Netflix, Prime Video en WarnerMedia), acteurs en andere creatievelingen zijn van plan de ceremonie te boycotten vanwege het gebrek aan actie van de HFPA om de ledendiversiteit van de organisatie te vergroten. De HFPA is nog steeds van plan de ceremonie in besloten kring te houden, waarna de winnaars via een persbericht worden bekendgemaakt.

## Film – winnaars en genomineerden
De winnaars staan bovenaan in vet lettertype.

### Beste dramafilm
- The Power of the Dog
  - Belfast
  - CODA
  - Dune
  - King Richard

### Beste komische of muzikale film
- West Side Story
  - Cyrano
  - Don't Look Up
  - Licorice Pizza
  - Tick, Tick... Boom!

### Beste regisseur
- Jane Campion – The Power of the Dog
  - Kenneth Branagh – Belfast
  - Maggie Gyllenhaal – The Lost Daughter
  - Steven Spielberg – West Side Story
  - Denis Villeneuve – Dune

### Beste acteur in een dramafilm
- Will Smith – King Richard als Richard Williams
  - Mahershala Ali – Swan Song als Cameron Turner
  - Javier Bardem – Being the Ricardos als Desi Arnaz
  - Benedict Cumberbatch – The Power of the Dog als Phil Burbank
  - Denzel Washington – The Tragedy of Macbeth als Lord Macbeth

### Beste actrice in een dramafilm
- Nicole Kidman – Being the Ricardos als Lucille Ball
  - Jessica Chastain – The Eyes of Tammy Faye als Tammy Faye Bakker
  - Olivia Colman – The Lost Daughter als Leda Caruso
  - Lady Gaga – House of Gucci als Patrizia Reggiani
  - Kristen Stewart – Spencer als Diana, Princess of Wales

### Beste acteur in een komische of muzikale film
- Andrew Garfield – Tick, Tick... Boom! als Jonathan Larson
  - Leonardo DiCaprio – Don't Look Up als Randall Mindy
  - Peter Dinklage – Cyrano als Cyrano de Bergerac
  - Cooper Hoffman – Licorice Pizza als Gary Valentine
  - Anthony Ramos – In the Heights als Usnavi de la Vega

### Beste actrice in een komische of muzikale film
- Rachel Zegler – West Side Story als María Vasquez
  - Marion Cotillard – Annette als Ann Defrasnoux
  - Alana Haim – Licorice Pizza als Alana Kane
  - Jennifer Lawrence – Don't Look Up als Kate Dibiasky
  - Emma Stone – Cruella als Estella / Cruella de Vil

### Beste mannelijke bijrol in een film
- Kodi Smit-McPhee – The Power of the Dog als Peter Gordon
  - Ben Affleck – The Tender Bar als Charlie Moehringer
  - Jamie Dornan – Belfast als Pa
  - Ciarán Hinds – Belfast als Pop
  - Troy Kotsur – CODA als Frank Rossi

### Beste vrouwelijke bijrol in een film
- Ariana DeBose – West Side Story als Anita
  - Caitríona Balfe – Belfast als Ma
  - Kirsten Dunst – The Power of the Dog als Rose Gordon
  - Aunjanue Ellis – King Richard als Oracene Price
  - Ruth Negga – Passing als Clare Bellew

### Beste script
- Kenneth Branagh – Belfast
  - Paul Thomas Anderson – Licorice Pizza
  - Jane Campion – The Power of the Dog
  - Adam McKay – Don't Look Up
  - Aaron Sorkin – Being the Ricardos

### Beste filmmuziek
- Hans Zimmer – Dune
  - Alexandre Desplat – The French Dispatch
  - Germaine Franco – Encanto
  - Jonny Greenwood – The Power of the Dog
  - Alberto Iglesias – Parallel Mothers

### Beste filmsong
- "No Time to Die" (Billie Eilish en Finneas O'Connell) – No Time to Die
  - "Be Alive" (Dixson en Beyoncé Knowles-Carter) – King Richard
  - "Dos Oruguitas" (Lin-Manuel Miranda) – Encanto
  - "Down to Joy" (Van Morrison) – Belfast
  - "Here I Am (Singing My Way Home)" (Carole King, Jennifer Hudson en Jamie Hartman) – Respect

### Beste niet-Engelstalige film
- Drive My Car (Japan)
  - Compartment No. 6 (Finland, Rusland en Duitsland)
  - The Hand of God (Italië)
  - A Hero (Frankrijk en Iran)
  - Parallel Mothers (Spanje)

### Beste animatiefilm
- Encanto
  - Flee
  - Luca
  - My Sunny Maad
  - Raya and the Last Dragon

## Films met meerdere nominaties
De volgende films ontvingen meerdere nominaties:
| Nominaties | Film                 | Awards |
| ---------- | -------------------- | ------ |
| 7          | Belfast              | 1      |
| 7          | The Power of the Dog | 3      |
| 4          | Don't Look Up        |        |
| 4          | King Richard         | 1      |
| 4          | Licorice Pizza       |        |
| 4          | West Side Story      | 3      |
| 3          | Being the Ricardos   | 1      |
| 3          | Dune                 | 1      |
| 3          | Encanto              | 1      |
| 2          | CODA                 |        |
| 2          | Cyrano               |        |
| 2          | The Lost Daughter    |        |
| 2          | Parallel Mothers     |        |
| 2          | Tick, Tick... Boom!  | 1      |

## Televisie – winnaars en genomineerden
De winnaars staan bovenaan in vet lettertype.

### Beste dramaserie
- Succession (HBO)
  - Lupin (Netflix)
  - The Morning Show (Apple TV+)
  - Pose (FX)
  - Squid Game (Netflix)

### Beste komische of muzikale serie
- Hacks (HBO Max)
  - The Great (Hulu)
  - Only Murders in the Building (Hulu)
  - Reservation Dogs (FX on Hulu)
  - Ted Lasso (Apple TV+)

### Beste miniserie of televisiefilm
- The Underground Railroad (Prime Video)
  - Dopesick (Hulu)
  - Impeachment: American Crime Story (FX)
  - Maid (Netflix)
  - Mare of Easttown (HBO)

### Beste acteur in een dramaserie
- Jeremy Strong – Succession (HBO) als Kendall Roy
  - Brian Cox – Succession (HBO) als Logan Roy
  - Lee Jung-jae – Squid Game (Netflix) als Seong Gi-hun
  - Billy Porter – Pose (FX) als Prayerful Tell
  - Omar Sy – Lupin (Netflix) als Assane Diop

### Beste actrice in een dramaserie
- Mj Rodriguez – Pose (FX) als Blanca Rodriguez-Evangelista
  - Uzo Aduba – In Treatment (HBO) als Brooke Taylor
  - Jennifer Aniston – The Morning Show (Apple TV+) als Alex Levy
  - Christine Baranski – The Good Fight (Paramount+) als Diane Lockhart
  - Elisabeth Moss – The Handmaid's Tale (Hulu) als June Osborne / Offred

### Beste acteur in een komische of muzikale serie
- Jason Sudeikis – Ted Lasso (Apple TV+) als Ted Lasso
  - Anthony Anderson – Black-ish (ABC) als Andre Johnson
  - Nicholas Hoult – The Great (Hulu) als Peter III of Russia
  - Steve Martin – Only Murders in the Building (Hulu) als Charles-Haden Savage
  - Martin Short – Only Murders in the Building (Hulu) als Oliver Putnam

### Beste actrice in een komische of muzikale serie
- Jean Smart – Hacks (HBO Max) als Deborah Vance
  - Hannah Einbinder – Hacks (HBO Max) als Ava Daniels
  - Tracee Ellis Ross – Black-ish (ABC) als Rainbow Johnson
  - Elle Fanning – The Great (Hulu) als Catherine the Great
  - Issa Rae – Insecure (HBO) als Issa Dee

### Beste acteur in een televisiefilm of miniserie
- Michael Keaton – Dopesick (Hulu) als Dr. Samuel Finnix
  - Paul Bettany – WandaVision (Disney+) als Vision
  - Oscar Isaac – Scenes from a Marriage (HBO) als Jonathan Levy
  - Ewan McGregor – Halston (Netflix) als Halston
  - Tahar Rahim – The Serpent (Netflix) als Charles Sobhraj

### Beste actrice in een televisiefilm of miniserie
- Kate Winslet – Mare of Easttown (HBO) als Marianne "Mare" Sheehan
  - Jessica Chastain – Scenes from a Marriage (HBO) als Mira Phillips
  - Cynthia Erivo – Genius: Aretha (National Geographic) als Aretha Franklin
  - Elizabeth Olsen – WandaVision (Disney+) als Wanda Maximoff / Scarlet Witch
  - Margaret Qualley – Maid (Netflix) als Alex

### Beste mannelijke bijrol in een televisieserie, miniserie of televisiefilm
- O Yeong-su – Squid Game (Netflix) als Oh Il-nam
  - Billy Crudup – The Morning Show (Apple TV+) als Cory Ellison
  - Kieran Culkin – Succession (HBO) als Roman Roy
  - Mark Duplass – The Morning Show (Apple TV+) als Charlie "Chip" Black
  - Brett Goldstein – Ted Lasso (Apple TV+) als Roy Kent

### Beste vrouwelijke bijrol in een televisieserie, miniserie of televisiefilm
- Sarah Snook – Succession (HBO) als Siobhan "Shiv" Roy
  - Jennifer Coolidge – The White Lotus (HBO) als Tanya McQuoid
  - Kaitlyn Dever – Dopesick (Hulu) als Betsy Mallum
  - Andie MacDowell – Maid (Netflix) als Paula
  - Hannah Waddingham – Ted Lasso (Apple TV+) als Rebecca Welton

## Series met meerdere nominaties
De volgende series ontvingen meerdere nominaties:
| Nominaties | Serie                        | Awards |
| ---------- | ---------------------------- | ------ |
| 5          | Succession                   | 3      |
| 4          | The Morning Show             |        |
| 4          | Ted Lasso                    | 1      |
| 3          | Dopesick                     | 1      |
| 3          | The Great                    |        |
| 3          | Hacks                        | 2      |
| 3          | Maid                         |        |
| 3          | Only Murders in the Building |        |
| 3          | Pose                         | 1      |
| 3          | Squid Game                   | 1      |
| 2          | Black-ish                    |        |
| 2          | Lupin                        |        |
| 2          | Mare of Easttown             | 1      |
| 2          | Scenes from a Marriage       |        |
| 2          | WandaVision                  |        |